# Zubin Mehta
Zubin Mehta (hindiül: ज़ूबिन मेहता; Bombay, 1936. április 29. –) indiai karmester.

## Származása
Jómódú, párszi családba született 1936. április 29-én, Bombayben. Apja, Mehli Mehta – aki műkedvelő muzsikus volt – alapította a város első szimfonikus zenekarát.

## Zenei pályafutása
Mehtát gyerekkorában megérintette a nyugati zene. 18 évesen a Bécsi Zeneakadémia hallgatója lett. 22 évesen Liverpoolban nemzetközi karmesterversenyt nyert és egy évre a Liverpooli Királyi Filharmonikus Zenekar segédkarmestere lett.
1961 és 1967 között a Montreáli Szimfonikus Zenekar, és párhuzamosan 1962 és 1978 között a Los Angeles-i Filharmonikusok zenei igazgatója volt. 1964-ben vezényelt először operát Montreálban (Giacomo Puccinitól a Toscát), amit a következő évektől kiteljesedő operai karrier követett: Mehta a világ számos fontos operaházában, zenei központjában (New York, Bécs, London, Milánó stb.) szerepelt karmesterként.
1968-ban az Izraeli Filharmonikusok vezető zenei tanácsadója, 1977-ben zenei igazgatója, majd 1981-ben örökös zenei igazgatója lett. 1971 és 1991 között Mehta a New York-i Filharmonikusok zenei igazgatója volt. 1998 és 2006 között a Bajor Állami Opera és a Bajor Állami Zenekar zeneigazgatójaként dolgozott.

## Társadalmi szerepvállalása
Mehta számos esetben lépett fel a megbékélés érdekében. 1994-ben az ő vezényletével adta elő a Szarajevói Szimfonikus Zenekar és Kórus Mozart Requiemjét a délszláv háborúban lerombolt Szarajevói Nemzeti Könyvtár romjai között, 1999-ben pedig ő dirigálta Mahler 2. szimfóniáját  a bajor és az izraeli filharmonikusok élén az egykori buchenwaldi koncentrációs tábor közelében, Weimarban.
Izraelben 2009-ben Mifneh néven arabok számára alapított oktatási programot. Hazájában pedig alapítványa, a Mehli Mehta Foundation segítségével gyerekek tanulhatnak klasszikus nyugati zenét.